# Itó Hirobumi
Itó Hirobumi (japánul: 伊藤 博文, nyugaton: Hirobumi Itō) (1841. október 16. – 1909. október 26.) japán herceg, államférfi, négyszer Japán miniszterelnöke, Korea kormányzója. Korának egyik legmeghatározóbb politikusa volt, kormányzása alatt Japán imperialista nagyhatalommá vált.

## Élete

### Fiatalkora
Édesapját egy alacsonyabb rangú szamuráj család fogadta örökbe Japán nyugati részén, Csósú tartományban. Maga Itó a Tokugava-sógunátus hanyatlása és növekvő nyugati befolyás idején nőtt fel. Fiatalkorában csatlakozott a szonnó dzsói (tiszteld a császárt, űzd el a barbárokat) csoportosuláshoz. Tehetségére hamar felfigyeltek, így 1863-ban Londonba utazhatott tanulni.

### Politikai pályafutása
A Meidzsi-restauráció után Hjógo prefektúra kormányzójának nevezték ki, de külpolitikai tanácsadóként is tevékenykedett. Kapcsolatai a Meidzsi-kor nagyjaival lehetővé tették számára, hogy 1870-ben az Egyesült Államokban tanulmányozhassa a nyugat pénzügyi rendszereit. Egy évvel később visszatért hazájába, ahol létrehozta az ország első adórendszerét. Még 1871-ben többedmagával világ körüli útra indult, amely azt a célt szolgálta, hogy a Japán számára kedvezőtlen szerződéseket átdolgozzák valamint megfigyeljék a különböző adózási és pénzügyi formákat.
Politikai karrierje nagyban megváltozott, amikor a merényletben elhunyt belügyminiszter helyére került és ezáltal biztos helye lett a Meidzsi-kormányzatban. Gyors előretörése miatt viszont konfliktusba került Ókuma Sigenobuval, egy szintén tehetséges és ambiciózus államférfival. Számos, jól megtervezett politikai manőverrel azonban hamarosan kizárta a kormányból Ókumát és támogatóit. 1881-ben javasolta a kabinetnek, hogy fogadjon el egy alkotmányt, rá egy évre már Európában tanulmányozta a különféle alkotmányokat. 1889-ben végül az ő tervei alapján fogadták el a Meidzsi alkotmányt.
1885-ben egy egyezménnyel sikerült normalizálnia Japán és a Csing-dinasztiabeli Kína viszonyát.

### Miniszterelnökként
Ugyanebben az évben megalkotta a japán kormányzati rendszert, december 22-én pedig ő lett Japán első miniszterelnöke. Három év után, 1888. április 30-án mondott le. Távozása után megmaradt az első tanács, a császár tanácsadói testületének vezetője, s ezáltal a háttérben megtarthatta hatalmát.
Második hivatali ciklusa alatt (1892. augusztus 8. – 1896. augusztus 31.) támogatta az első kínai–japán háborút, majd betegeskedő külügyminiszterével aláírója volt az azt lezáró békeszerződésnek.  1894-ben az angol-japán kereskedelmi és hajózási szerződés megszüntetésével sikerült eltörölnie egy japán számára kedvezőtlen egyezményt.
Harmadik hivatali ideje során (1898. január 12. – június 30.) főként pártproblémákkal küzdött. Az Országgyűlésben képviselt pártok ellenezték a földadó tervezetét, ezért Itó feloszlatta a parlamentet és választásokat írt ki. Az ellenzéki pártok összeolvadtak, többséget szereztek a voksoláson és Itót lemondásra kényszerítették. Tanulva az esetből 1900-ban kormánybarát pártot alapított Rikken Szeijúkai (Alkotmányos Kormányzás Barátai) néven.
Itó 1900. október 19-e és 1901. május 10-e között újra miniszterelnök lehetett. Ez idő tájt a parlament felsőházával került összetűzésbe, de miután kimerült a politikai csatározásoktól, lemondott, és inkább minden erejét az első tanács vezetésébe fektette.

### Korea helytartója
1905-ben, az orosz–japán háború után Korea Japán protektorátus lett Itóval, mint helytartóval, az élén. Egyre inkább próbálta elnyomni a koreai nacionalizmust, de a Japán többi vezetője által támogatott annektálást nem tudta megállítani. Itó ellenezte, hogy Korea orosz vagy kínai kézre kerüljön, veszélyeztetve ezzel Japán biztonságát, de nem értett egyet az annexióval sem. Politikai ellenfelei, főként a befolyásos Császári Japán Hadsereg tagjai, 1909. június 14-én lemondatták posztjáról. Japán egy évvel később végül annektálta Koreát. Itó mindvégig azt hangoztatta, hogyha Kelet-Ázsia nem fog össze és nem dolgozik együtt, akkor a nyugati hatalmak fokozatosan felemésztik őket.

### Halála
1909. október 26-án Harbinba utazott, hogy a mandzsúriai vasutakról tárgyaljon Kokovcov orosz pénzügyminiszterrel. Odaérkezésekor a pályaudvaron An Dzsunggun koreai függetlenségi aktivista hatszor rálőtt. Nem sokkal később halt bele sérüléseibe.

## Hagyatéka
Itó Hirobumi képmása az 1963 és 1986 között használatos 1000 jenes bankjegyen volt látható. Szülővárosában, Hagiban található háza ma múzeum. A Hakubunkan kiadó nevét keresztnevének egyik lehetséges olvasatából kapta.

## Fordítás
- Ez a szócikk részben vagy egészben  az   Itō Hirobumi című angol Wikipédia-szócikk ezen változatának fordításán alapul.  Az eredeti cikk szerkesztőit annak laptörténete sorolja fel. Ez a jelzés csupán a megfogalmazás eredetét és a szerzői jogokat jelzi, nem szolgál a cikkben szereplő információk forrásmegjelöléseként.